# 桦木钩丝壳
桦木钩丝壳（学名：Uncinula betulae）是属于白粉菌目白粉菌科钩丝壳属的一种真菌，寄生在桦木科植物上。该种分布于中国、日本、俄罗斯。